# Uno Cygnaeus
Uno Cygnaeus (Hämeenlinna, 12 de octubre de 1810-Helsinki, 2 de enero de 1888) fue un clérigo, educador y pedagogo finés considerado el padre del sistema educativo de su país.

## Biografía
Muchos de los miembros de su familia eran religiosos y su padre falleció cuando tenía 8 años.
Uno estudió ciencias y tecnología en la Universidad de Turku y más tarde en Helsinki cuando movieron la universidad allí. En 1837 fue ordenado pastor y sirvió en Viipuri hasta 1839, esta experiencia y sus trabajos sobre Johann Heinrich Pestalozzi y Friedrich Fröbel le ayudaron a formular sus ideas sobre sus propias filosofías educativas. En 1840 ingresó en la Compañía ruso-americana y, como condena por una relación extramatrimonial, Adolf Etolin lo destinó como predicador a Novoarkhangelsk de 1840 a 1845. Allí ayudó a construir la primera iglesia protestante inaugurada el 24 de agosto de 1843.
A su regreso, sirvió como director en una escuela parroquial finlandesa en San Petersburgo.